# Busuu.com
Busuu.com је платформа за учење језика где корисници могу помоћи једни другима да побољшају своје знање језика. Страница садржи лекције за учење дванаест различитих језика: енглески, шпански, француски, немачки, италијански, португалски, кинески, јапански, пољски, турски, руски и арапски. Полазници могу да отворе профил, додају један или више језика које желе да науче, прате свој напредак, као и да прелазе лекције динамиком која њима одговара. Busuu је језик који се говори у Камеруну. Према етнолошким студијама спроведеним осамдесетих година, само је осморо људи у то време говорило овај језик. ISO 639-3 код за Busuu је бју.

## Концепт
Busuu.com је млада Web 2.0. компанија са седиштем у Мадриду намењена људима који су заинтересовани за учење или побољшање својих језичких вештина. Страница се може похвалити великом онлајн заједницом изворних говорника који иду корак даље од традиционалних метода учења језика коришћењем busuu мултимедијалног материјала и разменом знања језика.
Курсеви се темеље на Заједничком европском референтном оквиру за језике (CEFR), која обухвата нивое А1, А2, Б1 и Б2. Сваки курс је подељен у лекције од којих се свака састоји из више од 150 појединачних тема. За сваку лекцију, полазници користе неколико врста материјала, као што су речник и фразе, дијалози, аудио, подкасти и PDF-ови. Док уче, полазници могу да тестирају свој напредак захваљујући кратким интерактивним проверама знања.
Осим индивидуалних курсева, корисници могу да побољшају своје говорне вештине повезивањем путем интегрисаног busuu видео-чета директно са говорницима из целог света. Сваки корисник је не само „студент“ који учи стране језике, већ и „учитељ“ за матерњи језик. Busuu.com жели добродошлицу говорницима свих језика. То значи да свако у заједници има потенцијал да научи било који број језика.

## Признања и награде
Busuu се сматра једним од 10 најбољих трвотевина покренутих у јуну 2008.
У септембру 2008, као део своје обавезе зато што је одабран као службени пројекат UNESCO-a током Међународне године језика, busuu је покренуо кампању за спас Силбо Гомера (скоро застарели звиждући језик шпанских Канарских острва). Ова кампања је освојила Сребрног лава на Међународном фестивалу реклама у Кану, најважнија награда у рекламној индустрији. У септембру 2009. UNESCO је прогласио Силбо Гомеро нематеријалном културном баштином човечанства. У 2009. busuu.com је био номинован за неколико престижних интернет награда, као што је European Tech Crunch Awards, Always On Global 250 победник у категорији за иноватора у технологији, те је рангиран међу три најбоље интернет странице године за шпанску нагрду „Premios de Internet“.
Последња награда коју је busuu.com освојио, у септембру 2009, јесте European Language Lable, која награђује иновативне пројекте за учење језика. Ова престижна награда се додељује у складу с Европском комисијом, а додељује се сваке године по појединим државама чланицама Европске уније.

## Развој
страница је изашла из развојне фазе у фебруару 2009. Од тада је додато и повлашћено чланство са приступом напредним могућностима. Ова понуда укључује podcaste и PDF од лекција, као и детаљне граматичке лекције. Међутим, већина busuu странице и њених карактеристика остаје бесплатна. 
Дизајн ове странице се темељи на Drupal развојном оквиру и похваљен је за свој чист, свеж и живописан изглед графике те брзо учитавање особина. Busuu.com такође има једноставне корисничке функције са интерактивним надзорним плочама које се мењају како се ваше језичне вештине побољшавају и развијају, које је смислио busuu Language Garden.
Тренутно су на busuu.com доступне лекције за учење дванаест језика: енглески, шпански, француски, немачки, италијански, руски, португалски, пољски, турски, кинески, јапански и арапски. Нови језици ће бити додати у блиској будућности.